# Teoria dos registros de representação semiótica
A teoria dos registros de representação semiótica (em francês: théories registres de représentation sémiotique) foi desenvolvida pelo pesquisador Raymond Duval a partir dos estudos sobre semiótica de Charles Peirce e Ferdinand de Saussure, aplicados à Matemática. A teoria define o conceito de registro semiótico, que indica as diferentes representações semióticas dos objetos matemáticos, podendo ser, por exemplo, algébrico, fracionário ou figural. A hipótese fundamental em sua teoria é de que a aprendizagem dos objetos matemáticos acontece na realização de conversões entre registros semióticos diferentes, devendo ser, portanto, uma das prioridades do ensino de matemática.
A Matemática frequentemente trabalha com objetos abstratos, que podem ser representados em diferentes registros semióticos. Essas representações podem ter uma transparência grande ou pequena, cujo grau é definida pelo conceito de congruência. Além disso, Duval afirma enfaticamente que não existe noesis sem semiose, isto é, que a apreensão dos conceitos matemáticos depende da pluralidade de sistemas semióticos, com a coordenação pelo próprio sujeito.

## Registros
O termo registro é usado por Duval para signos com a mesma referência em um sistema semiótico. Por exemplo, uma parábola em um registro algébrico pode ser {\displaystyle y=x^{2}} e também pode ser representada em um registro gráfico no plano cartesiano. Pode-se realizar dois tipos de operações em registros: os tratamentos são operações em que o registro não muda, como resolver uma equação algebricamente. As conversões, por outro lado, mudam de registro, como produzir o gráfico de uma parábola, ou converter um número do registro fracionário para um registro decimal.
Os registros semióticos podem ser divididos em discursivos e não discursivos, além de monofuncionais – em que os tratamentos são algoritmizáveis – e plurifuncionais – em que os tratamentos não são algoritmizáveis. Pode-se, assim, formar uma tabela com os diferentes registros semióticos:
|                 | Representação discursiva | Representação não discursiva |
| --------------- | --- | --- |
| Plurifuncionais | Língua natural: associações verbais (conceituais); descrição, definição, explicação; Raciocínio: argumento a partir de observações, de crenças; dedução válida a partir de definição ou de teoremas | Figuras geométricas planas ou em perspectiva (configurações de formas nas dimensões 0, 1, 2, 3); Apreensão operatória e não somente perceptiva; construção com instrumentos; modelização de estruturas físicas (ex. cristais, moléculas) |
| Monofuncionais  | Sistema de escrita: - numéricas (binária, decimal, fracionária); - algébricas; - simbólicas (línguas formais); Cálculo literal, algébrico, formal...                                                | Gráficos cartesianos (visualização de variações) mudanças de sistema de coordenadas; interpolação, extrapolação. |

A aprendizagem de geometria se dá, portanto, principalmente nas conversões entre registros plurifuncionais discursivos (língua e raciocínio) e plurifuncionais não discursivos (figuras geométricas), enquanto que a aprendizagem de álgebra entre os plurifuncionais discursivos e os monofuncionais discursivos.

### Terminologia
Conforme Durval, um registro semiótico somente se pode considerar aquele que permita formação de uma representação, tratamento e conversão.[carece de fontes?]
Conforme Ferraz, as terminologias registro de representação semiótica e registro semiótico, bem como a utilização do termo sistema semiótico, causa um "ruído" no entendimento da teoria em virtude do tratamento muito próximo entre estes elementos.
É bastante simples identificar este "tratamento próximo"  entre os elementos já citados. O leitor com algum conhecimento da teoria, terá observado que, por exemplo, quando Duval, e nós seus seguidores,  fala da conversão diz que: a conversão é uma passagem entre registros de representação, mais tarde, que a conversão se dá atraves da representações semióticas e, ainda, que a conversão se dá com a "passagem" entre sistemas. Deste modo a conversão acaba por ser "produto" de qualquer elemento.  Podemos ver que não se trata apenas de ruido para o caso da conversão. Vejamos então:
a) "O presente trabalho tem como foco de ação, investigar o ensino em sala de aula, envolvendo representações semióticas no plano cartesiano e estudo do 'trânsito entre registros' (destaque nosso)". (THIEL, 2013, p.3); 
b) Fazendo referência a Duval, Moretti (2002, p. 2) diz: "Para este autor, o 'trânsito entre as mais diversas representações' (destaque nosso) possíveis de um mesmo objeto matemático em questão é que assume importância fundamental".
c) Souza e Oliveira (2012, p. 5) nos vem diz: “Para que esta [aprendizagem matemática – nota do autor] ocorra, é necessário que o sujeito saiba 'transitar entre diferentes registros de representação' (destaque nosso) de um mesmo objeto, podendo escolher o que lhe gera menor custo de memória para operar”. 
d) Duval (2013, p.8) diz que: “É para distinguir os sistemas semióticos utilizados em matemática e os outros sistemas semióticos utilizados fora da matemática, que eu escolhi o termo ‘registro’”. Anteriormente, Duval (2003, p.14) afirma: “Para designar os diferentes tipos de representações semióticas utilizados em matemática, falaremos, parodiando Descartes, de ‘registros‘ de representação’”.
e) Ao tratar da mobilização entre elementos, Duval (2013a, p.25) diz que: “O mesmo ocorre para a atividade de conversão: ela pode ser mais complexa se houver a necessidade ou não de passagens entre registro monofuncional e registro plurifuncional”. (Destaques nossos).
O que vemos nos itens a, b, c, d e, "e"? Trânsito, que Duval, em nosso diálogo de 4 anos, questionou o termo perguntando o que queríamos dizer com trânsito. Posteriormente esclareceu que estávamos equivocados, tratava-se de mobilização com conotação diferente de trânsito enquanto deslocamento entre representações; trânsito entre registros; trânsito entre registro semiótico. Ferraz (2014, 2016) nos chama a atenção para o fato de não se tratar do uso destes elementos em processos distintos, mas sim no mesmo processo como se estes elementos fossem iguais.  
Ainda mais nos mostra o autor anteriormente mencionado, que toda a "confusão" estabelecida se dá em virtude dos autores de textos com base em Duval e do próprio Duval, não perceberem que, no caso, por exemplo, da conversão, participam todos os elementos. Porém, a participação é distinta. As representações participam em virtude de ser através delas que podemos ver as características do objeto representado; o sistema participa do processo porque são os sistemas quem nos fornece as representações e o registros de representação, que Ferraz( idem) exclui e denomina de registro semiótico, participa como "operador" uma vez que, conforme o próprio Duval (2004, p. 44), são as atividades de cálculo, inferência, translações, etc.